# カナデビア
カナデビア株式会社（英: Kanadevia Corporation）は、環境装置、工場設備・産業機械、発電設備などを製造している日本の機械・プラントメーカーである。東京証券取引所プライム市場に上場しており（証券コード：7004）、日経平均株価の構成銘柄の一つ。
2024年9月30日までの商号は日立造船株式会社（ひたちぞうせん、英: Hitachi Zosen Corporation）だが、現在は日立グループには属しておらず、2002年に造船事業からも撤退している。

## 概要
大阪における近代重工業の発祥ともいえる大阪鉄工所を前身とし、現在も大阪市に本社を置いているため関西財界で活動しており、日立造船首脳が関西経済連合会で副会長などの役職を務めることもある。
旧商号に「造船」の文字が含まれるが、2002年（平成14年）に日本鋼管（現・JFEエンジニアリング）との合弁で両社の船舶・海洋部門を切り離して統合した持分法適用会社のユニバーサル造船（現・ジャパン マリンユナイテッド、現在は持分法適用会社ではない）を設立したことで、本社から主要事業だった造船事業を手放した。船舶用のディーゼルエンジンなどの製造についてはその後もしばらく日立造船の事業として残っていたが、2023年に後述の日立造船マリンエンジンを設立し同事業を分社化することで、舶用SCRシステムや海洋生物付着防止装置等の事業を除き、本社から造船関連事業もほとんど無くなった。2006年（平成18年）に子会社の内海造船の株式を売却したことにより2007年（平成19年）度決算から連結決算においても造船事業が無くなった。

かつて日立製作所の傘下にあったため「日立」の名を冠した商号であったが、太平洋戦争後の財閥解体により、現在では日立グループからは離脱している。両社とも旧日産コンツェルンの系譜からなる春光グループの主要20社で組織する春光会の会員企業、旧：三和銀行（現：三菱UFJ銀行）の融資系列からなる三和グループの三水会とその後身社長会である水曜会およびみどり会の主要な構成企業であり、カナデビアはかつて帝人、宇部興産（現・UBE）とともに「三和御三家」と呼ばれていた。
造船不況の打開策として手掛けた事業多角化により、一時期はグループ内で杜仲茶の製造販売 や旅行予約ウェブサイト『旅の窓口』の運営 なども行っていた。その後、杜仲茶は小林製薬へ、旅の窓口は楽天へ（現・楽天トラベル）、それぞれ事業売却した。
また、子会社に東証二部上場の日立造船富岡機械があったが、今後の事業展開が見込めないとして2004年（平成16年）に通常清算した。通常清算とは経営破綻していない会社の資産を売却し、残余金を株主に分配し解散させることで、上場企業の通常清算は極めて珍しいケースである。他に上場企業では繊維商社「立川」、不動産会社「甲子園土地企業」などが同様の通常解散を行っている。
前述の通り、戦後に日立グループから離脱していることや、造船業からも撤退していることなどから、実際の業務と社名の乖離が長期にわたり続いていたことを踏まえ、2024年10月1日付をもって「カナデビア株式会社」に社名を変更した。新社名は日本語の「奏でる」とラテン語で「道」を意味する「Via」を組み合わせたものである。なお、子会社である日立造船マリンエンジンには「日立造船」の名称が残されている。

## 沿革

### 大阪鐵工所時代

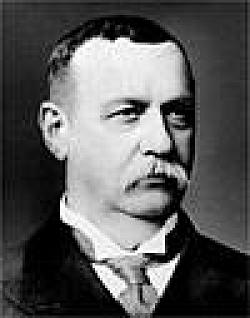
創業者E.H.ハンター

- 1881年（明治14年）4月1日[15] - 大阪府西成郡六軒家新田（安治川岸[16]、現・大阪市此花区西九条）にて、イギリス人実業家・E.H.ハンターにより、大阪鐵工所（Osaka Iron Works）として創業（個人経営）[16][17]。
- 1882年（明治15年）- 新造第1船として「初丸」を建造（木造14総トン）[17]。
- 1890年（明治23年）- 日本初の鋼船として、大阪商船向け貨客船「球麿川丸」を建造[17]。
- 1900年（明治33年）4月 - 大阪市西区桜島町（現・此花区桜島）にて桜島工場が操業開始[16][17]。
- 1907年（明治40年） - 日本初の洋式捕鯨船「第二捕鯨丸」を建造[17]。東京連絡所を開設[17]。
- 1908年（明治41年） - 日本初のタンカー「虎丸」を建造[17]（スタンダード石油向け）。
- 1911年（明治44年）9月 - 因島船渠株式会社を買収し、因島工場とする[16][17]。
- 1914年（大正3年）3月 - 株式会社大阪鐵工所を設立[16]、大阪鐵工所の事業一切を継承する[16]（株式会社への改組）[17]。代表者にはE.H.ハンターの子である範多龍太郎が就任。
- 1916年（大正5年）6月12日 - 従業員が賃上げを求めたストライキを行うが、会社側は全員解雇で対抗。賃上げを求めるストライキは翌年、因島工場で発生[18]。
- 1920年（大正9年）12月 - 株式会社田原造船所から、築港工場を買収する[16][17]。
- 1924年（大正13年）6月 - 彦島船渠株式会社を買収し、彦島工場とする[16]。
- 1927年（昭和2年） - 堂島大橋（大阪市）を建設[17]。
- 1930年（昭和5年） - 日本郵船向けに「平洋丸」、そして氷川丸型貨客船「平安丸」を建造[17]。
- 1932年（昭和7年） - 日本初のカーフェリーとされる若戸渡船「第八わかと丸」「第九わかと丸」（43総トン）を桜島工場で建造。
- 1934年（昭和9年）
  - 1月28日 - 長生橋（新潟県長岡市）の架替工事（3代目・現橋）が着工、トラス橋の躯体製作を担当。
  - 5月29日[15] - 株式会社大阪鐵工所の全株式を日本産業株式会社が取得し、株式会社日本産業大阪鐵工所を設立（資本金1,200万円）、株式会社大阪鐵工所の全事業を継承[16]。これが日立造船の現法人（存続会社）としての設立となる[17]。
  - 7月1日 - 株式会社大阪鐵工所は日本産業に合併し解散。
  - 8月1日 - 日本産業大阪鐵工所が株式会社大阪鐵工所に商号変更[16]。
- 1936年（昭和11年）3月23日 - 日本産業が保有する大阪鐵工所の全株式を日立製作所が取得し、同社の傘下に入る（日立グループ入り）[16]。
- 1937年（昭和12年）10月12日 - 長生橋（3代目）が竣工。当時は東北・北陸地方で最も長い道路橋梁であった。

### 日立造船に社名変更
- 1943年（昭和18年）
  - 3月11日 - 日立造船株式会社に商号変更[16][17]。「主力を造船に注ぐため従来の名称ではあらゆる部面で不完全であり、また日立系の旗幟を明確にする」という理由から。
  - 9月 - 向島船渠株式会社を合併し向島工場とする[16]。原田造船株式会社を合併し大浪工場とする[16]。
  - 12月 - 海軍の要請により、彦島工場を三菱重工業へ譲渡[16]。
- 1944年（昭和19年）
  - 6月 - 神奈川造船所（後の神奈川工場）操業開始[17]。
  - 9月 - ミツワ製材工業株式会社を買収、小林工場とする[16]。
- 1945年（昭和20年）3月 - 大阪市大淀区の此花商業学校校舎を買収し[16]、大淀工場として操業開始[16]。
- 1946年（昭和21年）12月7日 - 財閥解体の第2次指定に該当。日立製作所グループから離脱。
- 1949年（昭和24年）
  - 5月 - 東京・大阪証券取引所に株式上場[16]。
  - 9月 - 大浪工場を閉鎖[16]。
- 1950年（昭和25年）
  - 4月 - 技術研究所を大阪市此花区に新設[16]。
  - 9月 - 小林工場を閉鎖[16]。
- 1951年（昭和26年）1月 - 大淀工場を日立ミシン株式会社へ譲渡[16]。
- 1963年（昭和38年） - 飯野重工（旧・舞鶴海軍工廠）を傘下とし、舞鶴重工業とする。
- 1964年（昭和39年）8月 - 福井機械株式会社（現・エイチアンドエフ）を設立[16]。
- 1965年（昭和40年）
  - 日付不明 - 東洋運搬機（現在の三菱ロジスネクスト）に資本参加（ただし、その後2003年に日立建機ローダ（日立建機の子会社）へ持株を譲渡、現在は資本参加していない）。
  - 日本初の発電付大型機械式施設として、大阪市向けデロール式ごみ焼却施設が完成[17]。
  - 7月 - 堺工場が操業開始[16][17]。
- 1966年（昭和41年） - 桜島工場の造船事業を廃止、機械工場に特化[17]。
- 1971年（昭和46年）4月 - 舞鶴重工業を吸収合併、日立造船舞鶴工場とする[16][17]。
- 1972年（昭和47年）9月 - 長生橋下流側に自歩道橋を増設、日立造船エンジニアリングが橋桁の躯体製作を担当。
- 1973年（昭和48年）4月 - 有明工場が操業開始[16][17]。
- 1975年（昭和50年）1月 - 日立造船非破壊検査株式会社（現・ニチゾウテック）を設立。
- 1977年（昭和52年）12月 - アタカ工業株式会社（現・アタカ大機）を系列化[16]。
- 1986年（昭和61年）7月 - 築港工場を閉鎖。
- 1987年（昭和62年）1月 - 堺工場を閉鎖[16]。
- 1991年（平成3年）4月 - 茨城工場が操業開始[16]。
- 1993年（平成5年）10月 - 旧堺工場（1987年閉鎖）の跡地に[16]、堺工場を新設[17]。
- 1994年（平成6年）3月 - 技術研究所を大阪市大正区に新設し移転[16]。
- 1996年（平成8年）12月 - 舞鶴工場内に環境総合開発センターを開設[16]。
- 1997年（平成9年）
  - 9月 - 桜島工場が有明工場へ移転[17]。
  - 10月 - 有明機械工場（現・有明工場）が操業開始[16]。
  - 12月 - 桜島工場閉鎖[16]。
- 1999年（平成11年）10月 - 有明機械工場（現・有明工場）を、日立造船ディーゼルアンドエンジニアリング株式会社として分社化（連結子会社）[16]。
- 2001年（平成13年）
  - 3月31日 - 桜島工場跡地に、隣接する住友金属工業（現・日本製鉄）製鋼所の敷地の一部と共にユニバーサル・スタジオ・ジャパン開園。
  - 6月11日 - 日立造船では初となるインターネットビジネス子会社「マイオピ」を設立。

### 造船事業からの撤退
- 2002年（平成14年）

2002年10月から2024年9月まで使用されたHitzロゴ

  - 日本鋼管（現・JFEエンジニアリング）と「造船事業統合基本協定」を締結[17]。創業以来の中心事業であった造船事業を分離する[17]。
  - 10月1日 - 日本鋼管と共同で設立したユニバーサル造船（現・ジャパン マリンユナイテッド）に造船事業を移管[16][17]。
  - 10月1日 - 長らく使用していた「OIW」（「Osaka Iron Works」の略）の文字を組み合わせた社章の使用を廃止し、新たに「Hitz」（ヒッツ）を社章として導入[17]。
  - 株式会社エイチイーシー（連結子会社）を吸収合併[16][17]。
  - 杜仲茶を小林製薬に譲渡する。翌2003年に小林製薬の製品として発売開始。
- 2003年（平成17年）
  - 健康食品事業の営業権を小林製薬に譲渡し、健康食品事業から撤退。
  - 4月1日 - 神奈川工場内にヒッツ川崎発電所が竣工、営業運転開始[19]。
- 2004年（平成18年）
  - 世界最長の斜張橋・香港ストーンカッターズ橋を受注。
- 2005年（平成17年） - 日本初のPFI法による大館市向け一般廃棄物中間処理事業を開始。
- 2006年（平成18年）
  - 3月28日 - 情報システム系の子会社・日立造船情報システムの全株式をNTTデータに売却。
  - 5月8日 - 東京本社をパレスサイドビル（千代田区一ツ橋）から大森ベルポート（品川区南大井）に移転。
- 2008年（平成20年）
  - 3月31日 - 日立造船が所有するユニバーサル造船の株式50%のうち、35%分をJFEホールディングスに譲渡。ユニバーサル造船はJFEの子会社となる。
  - 堺工場に産業機械等専用の新工場が竣工[17]。
- 2009年（平成21年）
  - 3月 - 神奈川工場を閉鎖[16]。
  - 4月1日 - 収益力強化を目指したグループ再編・集約のため、100%子会社10社を吸収合併[17]。
  - 有明工場に中型船舶ディーゼルエンジン用の新工場が竣工[17]。
- 2010年（平成22年) - 欧州ごみ焼却発電メーカー（現・Hitachi Zosen Inova AG）を買収。
- 2011年（平成23年）4月1日 - 創業130周年を迎える[17]。
- 2012年（平成24年）- 精密機械センターが竣工[17]。
- 2014年（平成26年）
  - 4月1日 - 子会社で東証一部上場だったアタカ大機を吸収合併[17]。東証二部上場だったニチゾウテック（現・カナデビアエンジニアリング）を100%子会社化。
  - 舶用SCRシステムが世界初のFTA認証を取得。
- 2016年（平成28年）
  - 2月1日 - 子会社で東証二部上場だったオーナミを100%子会社化。
  - 4月 -  東京工場松戸事業所（旧・大機エンジニアリング→アタカ大機）閉鎖。
- 2017年（平成29年）2月2日 - 子会社でジャスダック上場だったエイチアンドエフを100%子会社化。
- 2020年（令和2年）12月 -  柏工場（旧・大機エンジニアリング→アタカ大機）を閉鎖[20]、築港工場へ移転[20]。
- 2023年（令和5年）4月 - 舶用原動機事業を日立造船マリンエンジンに事業継承。
- 2024年（令和6年）4月 - 日立造船プラント技術サービスを吸収合併。

### カナデビアに社名変更
- 2024年（令和6年）10月1日 - カナデビア株式会社（Kanadevia Corporation.）に商号変更[21]。
社名変更に際して、同社は「社名に“造船”とついていながらもすでに造船業から撤退していることと、日立グループからも離脱しているため、実際の事業と社名とでの乖離が続いていた」ためとしており、新社名は、「日本語の”奏でる”と、ラテン語の道を意味する”Via”を組み合わせた」としている[14]。

## 歴代社長
| 代                 | 氏名       | 就任日         | 退任日         | 備考         |
| 大阪鐵工所         | 大阪鐵工所 | 大阪鐵工所     | 大阪鐵工所     | 大阪鐵工所   |
| ------------------ | ---------- | -------------- | -------------- | ------------ |
| 1                  | 山岡順太郎 | 1914年3月18日  | 1915年1月29日  | [ 22 ]       |
| 2                  | 山口力     | 1915年         | 1918年         | 専務         |
| 3                  | 中山説太郎 | 1918年         | 1921年         | 専務         |
| 4                  | 津村秀松   | 1921年         | 1930年         | 専務         |
| 5                  | 飯島幡司   | 1930年         | 1932年         | 専務         |
| 6                  | 鮎川義介   | 1932年         | 1932年         | 会長         |
| 7                  | 原田六郎   | 1932年         | 1934年         |              |
| 日本産業大阪鐵工所 |            |                |                |              |
| 7                  | 原田六郎   | 1934年5月29日  | 1934年7月31日  | 社名改称     |
| 大阪鐵工所         |            |                |                |              |
| 7                  | 原田六郎   | 1934年8月1日   | 1936年2月9日   | 在職中に死去 |
| 8                  | 六角三郎   | 1936年2月29日  | 1943年3月10日  | [ 22 ]       |
| 日立造船           |            |                |                |              |
| 8                  | 六角三郎   | 1943年3月11日  | 1947年3月31日  | [ 22 ]       |
| 9                  | 出田孝行   | 1947年4月1日   | 1950年5月30日  | [ 22 ]       |
| 10                 | 松原與三松 | 1950年5月30日  | 1962年11月30日 | [ 22 ]       |
| 11                 | 永田敬生   | 1962年11月30日 | 1979年6月29日  | [ 22 ]       |
| 12                 | 木下昌雄   | 1979年6月29日  | 1983年         |              |
| 13                 | 村山利雄   | 1983年         | 1988年         |              |
| 14                 | 藤井義弘   | 1988年         | 1995年         |              |
| 15                 | 南維三     | 1995年         | 2001年         |              |
| 16                 | 重藤毅直   | 2001年         | 2005年         |              |
| 17                 | 古川実     | 2005年         | 2013年         |              |
| 18                 | 谷所敬     | 2013年         | 2020年         |              |
| 19                 | 三野禎男   | 2020年         | 2024年         |              |
| 20                 | 桑原道     | 2024年         | 2024年         |              |
| カナデビア         |            |                |                |              |
| 20                 | 桑原道     | 2024年         | 現職           |              |

## 事業拠点
- 本社 - 大阪市住之江区南港北1-7-89[15][23]
- 東京本社 - 東京都品川区南大井6-26-3 大森ベルポートD館15階[15][23]
- 生産拠点
  - 堺工場 - 堺市西区築港新町1-5-1
  - 築港工場 - 大阪市大正区船町2-2-11[23]
    - 事業企画・技術開発本部を擁する[23]。

  - 舞鶴工場 - 京都府舞鶴市字余部下1180[23]
  - 向島工場 - 広島県尾道市向東町14755[23]
  - 因島工場 - 広島県尾道市因島土生町2477-16[23]
  - 有明工場 - 熊本県玉名郡長洲町大字有明1[23]
  - 茨城工場 - 茨城県常陸大宮市工業団地4[23]
    - 茨城発電所

  - 機械事業本部
    - システム機械ビジネスユニット 若狭事業所 - 福井県大飯郡高浜町高森2-8[23]

### 閉鎖された生産拠点
創業以来の拠点であった桜島工場は、現在の大阪市此花区桜島1丁目および同2丁目南部に所在した。1997年（平成9年）12月に閉鎖 された後、ユニバーサル・スタジオ・ジャパン™の敷地として使用されている。
2016年（平成28年）に東京工場（松戸地区）は閉鎖され、東京工場（柏地区）は柏工場となった。
2020年（令和2年）に柏工場は閉鎖され、築港工場へ移転した。
- 桜島工場 - 大阪市西区桜島町（現・此花区桜島）
- 彦島工場 - 三菱重工業へ譲渡[16]。
- 大浪工場（旧：原田造船）[16]
- 小林工場（旧：ミツワ製材工業）[16]
- 大淀工場（旧：此花商業学校校舎[16]）- 日立ミシン株式会社へ譲渡[16]。
- 神奈川工場 - 神奈川県川崎市川崎区水江町4-1[24]
  - 1944年6月操業開始[17]、2009年3月閉鎖[16]。
  - 川崎発電所[19][25]（2003年4月1日営業運転開始[19]）を併設。
- 機械事業本部
  - 東京工場（松戸地区）[25] - 千葉県松戸市稔台6-9-15[25]
  - 東京工場（柏地区）[25] → 柏工場[23] - 千葉県柏市新十余二11[23][25]
  - システム機械ビジネスユニット 東舞鶴製造部 - 京都府舞鶴市字小倉222-4[25]

## 主要製品
- 発電設備付き機械式ごみ焼却炉
- フラップゲート式可動防波堤
- 橋梁
- シールド掘進機（地中空間開発が担当）
- LaRWS（ラーズ）工法用プラント
- 水処理システム

## 過去の製品

### 造船部門

#### 戦前建造された主な艦艇・船舶
- 小艦艇を中心に受注した。

大阪鐵工所 桜島工場
- 橋立型砲艦 ： 橋立 [II] - 宇治 [II]
- 駆逐艦
  - 神風型：朝露、疾風
  - 樺型：杉
- 水雷艇
  - 鴻型：鵲
- 貨客船
  - 平洋丸
  - 平安丸
- 捕鯨母船
  - 第二図南丸
  - 第三図南丸

#### 戦後建造された主な艦艇・船舶
護衛艦
- はつゆき型護衛艦
  - DD-123 しらゆき（2番艦）
  - DD-129 やまゆき（8番艦）
- あさぎり型護衛艦
  - DD-155 はまぎり（5番艦）
- むらさめ型護衛艦
  - DD-107 いかづち（7番艦）
- ちくご型護衛艦
  - DE-220 ちとせ（6番艦）
  - DE-222 てしお（8番艦）
  - DE-224 くまの（10番艦）
- ゆうばり型護衛艦
  - DE-228 ゆうべつ（1番艦）
- あぶくま型護衛艦
  - DE-230 じんつう（2番艦）
  - DE-233 ちくま（5番艦）

練習艦
- TV-3508 かしま

補給艦
- AOE-421 さがみ
- とわだ型補給艦
  - AOE-422 とわだ（1番艦）
  - AOE-424 はまな（3番艦）

輸送艦
- おおすみ型輸送艦 (2代)
  - LST-4003 くにさき（3番艦）

海洋観測艦
- AGS-5103 すま
- ふたみ型海洋観測艦
  - AGS-5104 わかさ（2番艦）

掃海艇
- あただ型掃海艇
- かさど型掃海艇
- たかみ型掃海艇
- はつしま型掃海艇
- うわじま型掃海艇
- すがしま型掃海艇

掃海艦
- やえやま型掃海艦

掃海母艦
- うらが型掃海母艦
  - MST-463 うらが（1番艦）

機雷敷設艦
- MMC-951 そうや

特務艇
- ASY-91 はしだて

実験艇
- ときわ

巡視船
- こじま (3代)

商船
- 青函連絡船 「羊蹄丸」 - 1965年（昭和40年）竣工
- タンカー 「山寿丸」 - 1965年（昭和40年）竣工
- LPG船 「エッソ・フジ」 - 1973年（昭和48年）竣工
- タンカー 「エッソ・アトランティック」 - 1977年（昭和52年）竣工
- タンカー 「アローザ」 - 1993年（平成5年）竣工
- 高速旅客船 「シーマックス」 - 1998年（平成10年）竣工

水陸両用車
- 94式水際地雷敷設装置

### 鉄軌道車両
- 阪堺電気軌道 モ161形2両 - そのうち、譲渡を受けた174号車が当社本社前に静態保存。

### 健康食品事業部
- 杜仲茶 - 2002年に小林製薬に譲渡。2003年経営権も小林製薬に譲渡し、健康食品事業から撤退した。

## カナデビアグループ

### 環境・プラント
- カナデビアE＆E
- カナデビア環境サービス
- カナデビアエンジニアリング
- 関西設計
- セラケム
- 浅野アタカ
- エコマネジ
- 高松環境テクノロジー
- 四国環境サービス
- 柏環境テクノロジー
- 倉敷環境テクノロジー
- 松山環境テクノロジー
- T＆Iリサイクルフォレスト
- 別杵速見環境テクノロジー
- 一宮環境テクノロジー
- 御殿場小山環境テクノロジー
- 村上環境テクノロジー
- はないろ
- 中・北空知環境テクノロジー
- 津山圏域環境テクノロジー
- ふじみのエコウェルズ
- 上越環境テクノロジー
- 八代環境テクノロジー
- ながの環境テクノロジー
- 水戸環境テクノロジー
- 浅川環境テクノロジー
- 大津環境テクノロジー
- 城南環境テクノロジー
- ヒルサイドレイク環境テクノロジー
- つるおかエコ・アース
- きくち環境テクノロジー
- ナチュラルエナジージャパン
- あいづエコ・オペレーション
- 北三陸アクアサービス
- Kanadevia Inova AG
- Osumoflo Holdings Pty LTD
- Kanadevia VIETNAM CO., LTD.
- Alam Hzem Sdn. Bhd.
- 上海康恒昱造環境技術有限公司

### 機械
- エイチアンドエフ
- アイメックス
- ブイテックス
- UFT
- 日本GPSデータサービス
- 東海精機
- オー・シー・エル
- 神港精機
- グローバル測位サービス
- 東双みらい製造
- 日立造船マリンエンジン[注 4]
- NAC International Inc.
- 鎮江中船日立造船机械有限公司
- ISGEC Kanadevia Limited

### インフラ
- プロモテック
- トーヨーテクニカ
- 地中空間開発

### その他
- 雄物川風力
- いわき風力
- オーナミ
- カナデビア総合サービス
- エーエフシー
- 内海造船
- スチールプランテック
- ロジネクストハンドリングシステムズ
- カナデビア保険サービス
- 大連達同機械工程技術有限公司
- Kanadevia HOLDINGS U.S.A. INC.

### かつてのグループ会社
- 日本プスネス - 2022年10月に今治造船に保有する全株式を売却[28]。

## 代理店例
- カナデン[29]
- HPCシステムズ[29]

## CM
2024年の社名変更時に、影山優佳（俳優・タレント、元日向坂46）が出演する企業ブランドCM「カナデビアなら知っている」篇をテレビにて放送。CMソングにポルノグラフィティの書き下ろし楽曲「ヴィヴァーチェ」が使われている。

## 不祥事
- 日立造船の男性社員（当時20代）が2021年、長期出張中のタイ王国で自殺したのは、不慣れな業務や上司からの叱責などにより精神疾患を発症したのが原因として、大阪南労働基準監督署が2024年3月4日付で労災認定した[31]。
- 2024年7月5日、日立造船は子会社2社が手掛ける大型船舶用エンジンの燃料消費率のデータを実際とは違う値に書き換えていたと発表した。改竄したエンジン数は、判明しているものだけで過去20年間に出荷した1,364台[32][33][34][35][36]。
- 2025年2月21日、向島工場において、橋梁や海上構造物の製作の際に、顧客から求められていた溶接技能資格を所持しない作業員が、溶接作業を2013年1月から2025年1月までの12年間に172件に亘り行っていたことが明らかになった。前述の船舶用エンジンの燃費データ改竄問題の調査の過程で発覚したもので、特に多い時期では、2024年6月から12月に掛け、計32人が無資格で溶接を行っていた模様である[37][38]。